# Winifred Wagner
Winifred Marjorie Wagner, rozená Williams, adoptovaná Klindworth (23. června 1897, Hastings, Spojené království – 5. března 1980, Überlingen, Německo), byla manželka Siegfrieda Wagnera, syna Richarda Wagnera. Po smrti svého manžela (1930) řídila hudební slavnosti v Bayreuthu až do konce druhé světové války. Do povědomí lidí se po válce dostala zejména proto, že byla dlouholetou osobní přítelkyní Adolfa Hitlera, který o ni zejména před svým zvolením říšským kancléřem projevoval zájem.
V rámci seriálu Hitlerovy ženy byl o Winifred natočen jeden díl, ve kterém se autoři seriálu zaměřili zejména na její vztah k Hitlerovi. Winifred se s Hitlerem znala již od 20. let 20. století, kdy ho po nezdařeném mnichovském pokusu o puč, kterému byla spolu se svým manželem Siegfriedem přítomna, podporovala. Posílala mu do vězení potraviny a také psací potřeby. Často se v literatuře uvádí, že právě na její papír Hitler ve vězení napsal Mein Kampf.

## Život
Winifred vyrůstala v anglickém sirotčinci. Později ji adoptoval vzdálený německý příbuzný Karl Klindworth s manželkou. Právě přes svého nevlastního otce se seznámila se světem Wagnerových oper a také s jeho rodinou. V roce 1914 se seznámila se Siegfriedem Wagnerem, kterého si záhy vzala. V krátké době Winifred porodila 4 děti, poté došlo mezi manželi k vzájemnému odloučení způsobenému zejména Siegfriedovou homosexualitou.
V roce 1925 poprvé navštívil bayreuthský hudební festival Adolf Hitler a o rok později se Winifred stala členkou NSDAP. Byla známá (mimo jiné) také tím, že řídí auto, a dělala řidiče svému manželovi. A nejen svému manželovi – také Adolfu Hitlerovi se kterým si tykala a říkala mu „Wolf“. Když zemřel Winifredin manžel Siegfried, požádal ji Hitler o ruku (dokonce dvakrát). Ta ho však odmítla s důvodem, že žena jejího postavení (řídila hudební slavnosti v Bayreuthu) potřebuje muže s určitým (tj. vyšším) postavením. Po roce 1933, když se stal říšským kancléřem, se jí již nedvořil. Hitler do Bayreuthu pravidelně jezdil, ale vztah mezi ním a Winifred se postupně rozpadal. Přesto po roce 1945 nedokázala Winifred uvěřit, že se oženil s Evou Braunovou.
Po válce se otázka její viny či neviny projednávala před soudem. Winifred uvedla, že s Hitlerem nikdy neměla intimní styky. Byla odsouzena k 450 dnům zvláštních prací a odejmutí 60 % majetku.
Winifred Wagner se nikdy nepodařilo denacifikovat. Ještě před svou smrtí vzpomínala na Hitlera jako na velkého přítele, kterého měla ráda. V této souvislosti je ale třeba zmínit, že si v životě několikrát na Hitlerovi vyžádala výjimky pro určité osoby, které měly být národněsocialistickým režimem zavřeny (nebo přímo zlikvidovány) a on jí v tomto vyšel několikrát vstříc (šlo např. o slavného tenora Maxe Lorenze, který byl homosexuál a navíc měl za manželku Židovku).
Ne všichni členové Wagnerovy rodiny však „vyli s Vlkem“. Winifredina dcera Friedelind emigrovala a vnuk Gottfried Wagner o řadu let později napsal knihu „Kdo nevyje s Vlkem“ (rozumějme s Hitlerem).

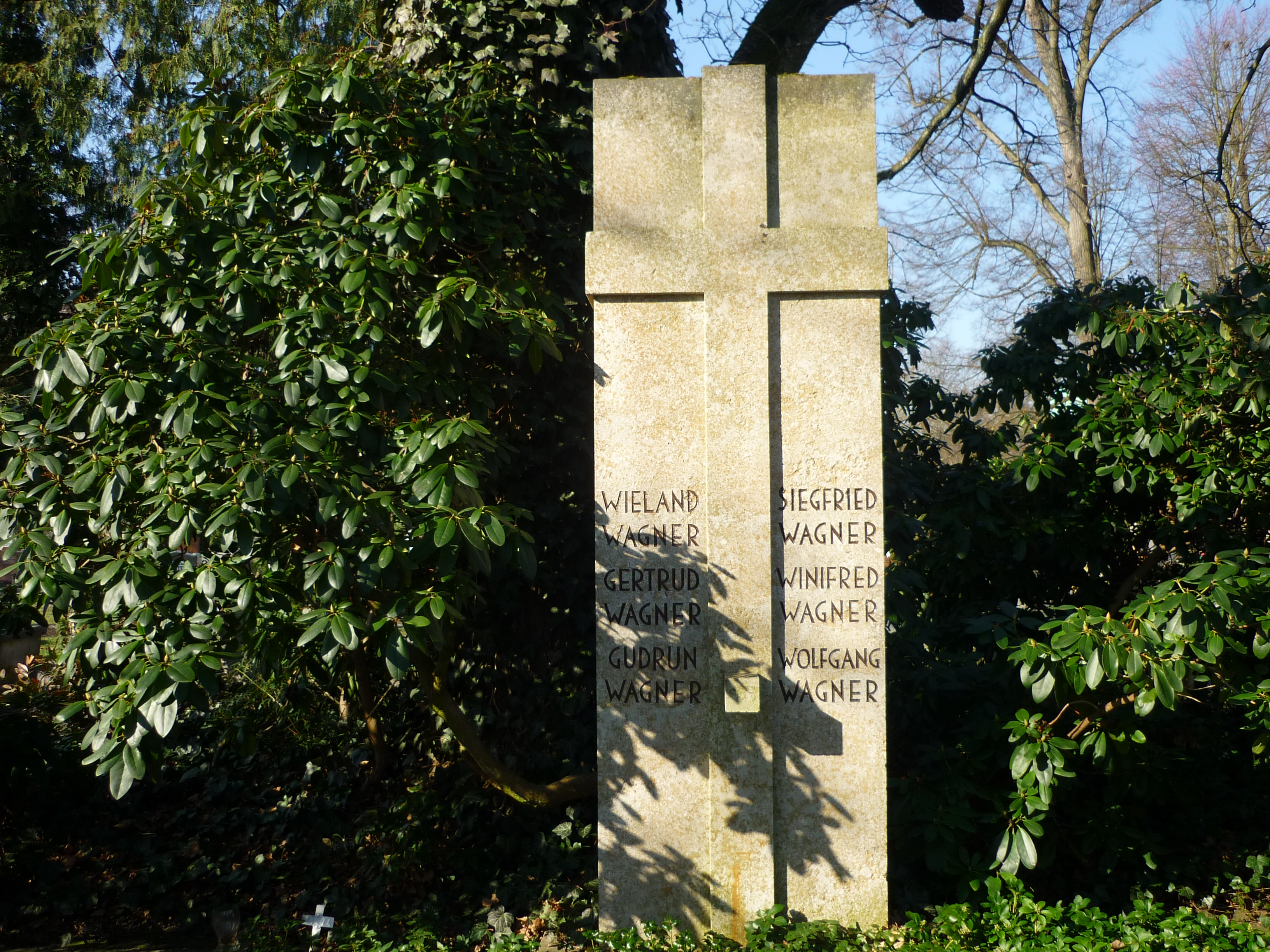
Rodinný hrob v Bayreuthu